# Jean Rollin
Jean Michel Rollin Roth Le Gentil, bardziej znany jako Jean Rollin, a także jako Michel Gentil, Michael Gentle, J.A. Laser, J.A. Lazar, J.A. Lazer i Robert Xavier (ur. 3 listopada 1938 w Neuilly-sur-Seine, zm. 15 grudnia 2010 w 20. dzielnicy Paryża) – francuski reżyser niskobudżetowych horrorów i filmów pornograficznych; scenarzysta, autor opowiadań erotycznych.

## Życiorys

### Wczesne lata
Urodził się w Neuilly-sur-Seine we Francji w rodzinie artystycznej, jako syn Denise (z domu Leffroi), modelki, i Claude Louisa René Rollin-Roth-Le Gentila, aktora i reżysera teatralnego o pseudonimie Claude Martin. Jego przyrodni brat Olivier Rollin był aktorem.

### Kariera
Rozpoczynał od pisania scenariuszy w wytwórni filmów animowanych. W latach 60. pracował jako asystent reżysera. Debiutował krótkometrażowym Les Amours Jaunes (1958). Natomiast pierwszym jego filmem kinowym był kontrowersyjny Gwałt wampira (Le Viol Du Vampire, 1967). Film ten, łączący elementy erotyki ze stylem gotyckim, przyniósł Rollinowi rozgłos i sławę, choć nie spotkał się z uznaniem wśród publiczności. W czasie seansów był wygwizdywany; widzowie rzucali w stronę ekranu różnymi przedmiotami. Le Viol Du Vampire, uznawany jest jednak za pierwszy francuski film o tematyce wampirycznej. Często współpracował z takimi aktorkami jak Brigitte Lahie, Marina Pierro i Françoise Pascal.
Późniejsze produkcje Rollina nie spotykały się początkowo ani ze zrozumieniem, ani uznaniem tak ze strony krytyki, jak i widzów, z czasem jednak francuscy fani kina grozy zaczęli uważać te filmy za kultowe. W latach 70. wyreżyserował porno horror Phantasmes, którym rozpoczął całą serię filmów pornograficznych kręconych pod pseudonimem Michel Gentil. Używał też pseudonimu Robert Xavier przy produkcji Sodomanie (1983) z Christophem Clarkiem, który pojawił się w scenie mikcji w filmie Rollina Okrutni praktykanci (Apprendiste viziose, 1985) z Gabrielem Pontello.
W latach 90. Jean Rollin zajął się przede wszystkim pisaniem opowiadań erotycznych.
Rollin większą wagę przykłada do wizualnej strony swoich filmów niż do samej fabuły czy dialogów. Najważniejszy jest bowiem według niego sposób i styl przedstawienia historii: atmosfera, dekoracje, stroje itp. Fascynuje go wampiryzm i powiązana z nim erotyka. Bardzo często eksponuje w swoich filmach motywy lesbijskie (np. Fascination). Jego filmy przepełnione są surrealistycznymi wizjami, dziwacznymi nierzeczywistymi postaciami, ale też pięknymi plenerami i tajemniczymi gotyckimi zamkami. Ulubionymi miejscami, w których umieszcza akcje swoich filmów są ponure zamczyska, plaże i wybrzeża morskie.
Zmarł 15 grudnia 2010 roku na raka, w wieku 72 lat.

## Wybrana filmografia
- 1967: Le Viol du Vampire
- 1969: La Vampire Nue
- 1970: Le Frisson des Vampires
- 1971: Vierges et Vampires
- 1973: Les Démoniaques
- 1973: La Rose de Fer
- 1973: Dziewica wśród żywych trupów (Christina, princesse de l’érotisme)
- 1975: Usta we krwi (Lèvres de sang)
- 1975: Phantasmes
- 1978: Winogrona śmierci (Les Raisins de la mort)
- 1979: Fascination
- 1980: Le Lac des Morts Vivants
- 1980: La Nuit des Traquées
- 1982: Martwa żyjąca dziewczyna (La Morte vivante)
- 1997: Les Deux Orphelines Vampires
- 2002: La Fiancée de Dracula